# جو لوئیس واکر
جو لوئیس واکر (انگلیسی: Joe Louis Walker؛ زادهٔ ۲۵ دسامبر ۱۹۴۹) یک موسیقی‌دان اهل ایالات متحده آمریکا است. وی از سال ۱۹۶۴ میلادی تاکنون مشغول فعالیت بوده‌است.